# Friedrich Haag (Philologe)
Friedrich Haag (* 14. Januar 1846 in Diessenhofen; † 3. November 1914 in Bern) war ein schweizerischer klassischer Philologe.

## Leben
Friedrich Haag studierte an den Universitäten Zürich, Göttingen und Berlin. Nach der Promotion zum  Dr. phil. 1869 in Zürich wurde er dort 1873 Privatdozent für slawische Sprachen. Von 1873 bis 1876 war er Lehrer an der Ritter- und Domschule zu Reval. Von 1876 bis 1884 war er Rektor des Gymnasiums Schaffhausen und von 1884 bis 1891 des Gymnasiums Burgdorf. 1878 erfolgte die zweite Habilitation in Zürich für sprachwissenschaftliche Vorlesungen. Ab 1887 war er ausserordentlicher und von 1891 bis 1906 ordentlicher Professor für klassische Philologie und Gymnasialpädagogik an der Universität Bern.
Er verfasste ein umstrittenes Lehrmittel für die Einführung in die lateinische Sprache (1891), aber auch Schriften zur Schulgeschichte des Kantons Bern und der Schweiz.

## Werke
- Vergleichung des Prakrit mit den romanischen Sprachen. Berlin 1869.
- Zur Textkritik und Erklärung von Kālidāda’s Mālavikāgnimitra. Frauenfeld 1872, OCLC 601756658.
- Etymologische Beiträge und die Aussprache des betonten russischen e. Zürich 1880, OCLC 46255660.
- Beiträge zum Verständnis von Viçākhadatta’s Mudrārāxasa. Mit besonderer Berücksichtigung des Codex Parisinus. Erster Theil (mehr nicht erschienen). Burgdorf 1886.
- Exercices de langue latine. Lehrmittel zur Einführung in die lateinische Sprache (Prosa und Poesie) auf Grund des Französischen. Burgdorf 1891, OCLC 78209977.
- Beiträge zur Bernischen Schul- und Kulturgeschichte. 1 Band in 2 Teilen. Bern 1898–1900.
- Die Hohen Schulen zu Bern in ihrer geschichtlichen Entwicklung von 1528 bis 1834. Bern 1903.
- Die Sturm- und Drang-Periode der Bernischen Hochschule 1834–54. Bern 1914, OCLC 721835440.